# ديك جونسون (مهندس)
ديك جونسون هو مهندس فضاء جوي ومهندس وطيار كندي، ولد في 10 يناير 1923 في مدسين هات في كندا، وتوفي في 23 يوليو 2008 في ميدلوذيان في الولايات المتحدة.